# Hemigrapsus penicillatus
Espèce
Hemigrapsus penicillatus est une espèce de crabe de la famille des Varunidae. Originaire d'Asie, il a été introduit en Europe et pourrait devenir une espèce invasive.

## Aire de répartition
Il a été involontairement « introduit » dans plusieurs pays du monde par le trafic maritime (dans les eaux de ballast de navires marchands très probablement), mais son aire originelle serait comprise entre l'Extrême-Orient russe (Îles Kouriles et Baie d'Aniva) et les côtes du Japon, de Chine, de Taiwan et de Corée, jusqu'à Hong Kong environ au sud-ouest de cette zone.
L'espèce a été signalée à Hawaii en 1903 (peut-être à la suite d'une erreur d'identification) et il n'y a pas de signalement actuel de ce crabe dans le centre du Pacifique. Tout comme son cousin H. sanguineus, il a été ensuite signalé en Europe et en France, à la Rochelle (en 1994) et dans le port du Havre (1999) notamment  mais il s'agirait dans ces cas d'une sous-espèce H. takanoi, qui n'a été distinguée (sur des bases morphologiques et d'électrophorèse) de H. penicillatus qu'en 2005, plusieurs années après sa découverte en Europe. En Europe, « il étend rapidement son aire de distribution est présent actuellement depuis Laredo, Espagne (43°25′N, 03°20′W) jusqu'à Fromentine, France (46°53′N, 02°09′W) dans les zones abritées de la zone médiolittorale. Il est localement abondant, avec une densité atteignant 10 à 20 individus par mètre carré ». Il est présent au Royaume-Uni et signalé aux Pays-Bas en 2000,,,.

## Habitats
L'habitat du crabe Hemigrapsus penicillatus adulte est la zone intertidale là où elle est rocheuse ou vaseuse. Grâce à de bonnes capacités osmorégulatrices il peut aussi vivre dans les eaux estuariennes plus saumâtres.

## Alimentation
Comme beaucoup d'autres espèces de crabes, il est capable de cannibalisme.
Comme de nombreuses autres espèces nécrophages ou détritiphages ou se nourrissant volontiers dans ou sur les sédiments vaseux, il peut contribuer à la bioconcentration voire à la biomagnification de certains polluants marins toxiques tels que métaux lourds, métalloïdes, organométalliques, organochlorés, radionucléides, etc. dans le réseau trophique,

## Écologie, éthologie
Okamoto & al signalent en 1987 une variation saisonnière de la structure des populations de H. penicillatus. Il a aussi été montré que son œil et plus particulièrement son rhabdome s'adapte aux variations de lumière jour/nuit

## Parasitoses
Il peut être notamment parasité par Microphallus macrorchis

## Élevage en laboratoire
Pour pouvoir mieux l'étudier, on a réussi à élever ses larves en laboratoire (grâce à des expérimentations conduites des années 1970 au milieu des années 1990,.